# Smittoidea osburni
Smittoidea osburni is een mosdiertjessoort uit de familie van de Smittinidae. De wetenschappelijke naam van de soort is, als Hemismittoidea osburni, voor het eerst geldig gepubliceerd in 1973 door D.F. Soule & J.D. Soule.